# Silvio Poma
Silvio Poma (Trescore Balneario, 1840 – Turate, 21 ottobre 1932) è stato un pittore italiano.

## Biografia
Partecipa come volontario alla II Guerra di Indipendenza e, in seguito, intraprende la vita militare, ma nel 1866 si congeda dall'esercito dopo aver contratto la malaria. Al suo rientro a Milano frequenta gli studi di Giovan Battista Lelli e Gerolamo Induno, entrambi pittori-soldati con i quali era entrato in contatto in occasione della campagna militare del 1859. Esordisce all'Esposizione di Belle Arti di Brera nel 1869, ma i primi riconoscimenti ufficiali giungono soltanto alla metà del decennio successivo: nel 1876 vince il premio Mylius dell'Accademia di Belle Arti di Brera con una tela di soggetto storico ambientato in un ampio contesto naturale di gusto romantico dal titolo Macbeth incontra nel bosco di Dunscinane le straghe che gli predicono il trono; nel 1877 un suo paesaggio è acquistato all'Esposizione Nazionale di Napoli da Vittorio Emanuele II. È stato sepolto al Cimitero Maggiore di Milano, ove i suoi resti sono poi stati raccolti in una celletta.
Il pubblico acquisto da parte di Re Vittorio Emanuele II per la sua collezione privata gli conferirà la fama internazionale tra le famiglie reali dell'epca.
Alla Esposizione Nazionale di Milano del 1881 presenta: Veduta del lago di Lecco e la punta di Bellagio (detta La Punta di Bellagio); Abbadia sul Lago di Lecco; Riva presso Abbadia; Lago di Lecco a Lierna; Monterosso;  Punta di Palianzo, Lago Maggiore; alla Esposizione Nazionale di Milano del 1883, A bosco luganese; Chestnut Forest; Lago di Pescate; alla Esposizione di Roma del 1883; Lago di Garda; Lago di Pescate; alla Esposizione di Torino del 1884: Il bosco di Pianazzo a bosco Luganese; Shore of Vercurago; il Monte Rosa; vicinanze di Sesto Calende; Lago di Lugano, ramo d' Agno ; Esposizione Nazionale di Milano del 1886: I corni di Canto di Valmadrera; Il monte San Martino; Il monte Legnane; Panorama di Lecco; alla Esposizione di Venezia del 1887 :Il Ponte di Lecco; Pescarenico suil'Adda e Sul Lago''; e alla Esposizione di Bologna del 1888: Alture di Menaggio e Pescarenico e il Monte San Martino.
Poma è noto come pittore di paesaggi con un repertorio di vedute lacustri, recandosi spesso sul Lago di Como e nel piccolo Borgo di Lierna per dipingere, di carattere intimista, mostrando anche l'influenza del suo contemporaneo Filippo Carcano nel loro approccio realistico. Il periodo dal 1883 in poi ha visto un aumento dell'attività con la presentazione sistematica di opere in mostre nazionali e un successo duraturo sul mercato dell'arte..

## Musei
- Gallerie d'Italia - Milano, Milano
- Museo Reale di Casa Savoia

## Esposizioni
- Esposizione di Belle Arti di Accademia di Brera, 1881
- Esposizione Nazionale di Milano del 1883
- Esposizione di Roma del 1883
- Esposizione di Torino del 1884
- Esposizione Nazionale di Milano del 1886
- Esposizione di Venezia del 1887
- Esposizione di Bologna del 1888
- Esposizione di Bologna del 1888, con l'opera Veduta del lago di Lecco e la punta di Bellagio (detta La Punta di Bellagio)
- Esposizione di Belle Arti di Accademia di Brera, 1869
- Esposizione Nazionale di Napoli, 1877

## Premi
- Premio Mylius dell'Accademia di Belle Arti di Brera, 1876